# Дело Хованского
Дело Хованского — уголовное дело в Санкт-Петербурге по обвинению видеоблогера Юрия Хованского в совершении преступления, предусмотренного 205.2 УК РФ (публичные призывы к осуществлению террористической деятельности, публичное оправдание терроризма или пропаганда терроризма); открыто в 2021 году. Поводом для уголовного преследования стала исполненная Хованским песня про захват заложников во время мюзикла Норд-Ост (по словам Хованского, впервые исполнена в 2012 году).
Преследование блогера привлекло широкое внимание общественности, в его защиту высказались многие российские политики, общественные деятели и коллеги по блогерскому сообществу, в поддержку Юрия была развёрнута кампания #ХованскийНеТеррорист. Защита Хованского настаивала на том, что песня была исполнена в сатирическом ключе и задолго до криминализации оправдания терроризма в интернете, отмечала несостыковки в показаниях свидетелей обвинения, а также называла меру пресечения в виде заключения в СИЗО избыточной. Сам блогер называл возбуждённое дело расправой в духе «37-го года» и сообщал об угрозах со стороны следствия.
20 июля 2022 года уголовное дело было прекращено за истечением срока давности.

## Личность обвиняемого
Юрий Михайлович Хованский родился 19 января 1990 года в городе Никольске, Пензенской области. С 2011 года ведёт активную видеоблогерскую деятельность на YouTube. К концу декабря 2021 года канал насчитывал более 4,4 млн подписчиков. Хованский не раз участвовал в рэп-баттлах на площадке Versus Battle, в качестве как судьи, так и участника. Автор множества популярных видеоклипов, таких как «Батя в здании», «Прости меня, Оксимирон», набравших более 40 млн просмотров. В русском сегменте YouTube Хованский предстаёт скандальным блогером. В частности, ему принадлежат скандальные высказывания о Викторе Цое, Михаиле Горшенёве, Фёдоре Емельяненко, Олеге Тинькове, Михаиле Задорнове. Также у него были конфликты с российскими рэп-исполнителями, такими как Noize MC, Kristina Si, Баста, Птаха.
Юрий Хованский был помощником депутата Государственной думы от ЛДПР Василия Власова.

## Хронология

### Исполнение песни про Норд-Ост
„Норд-Ост“ — это было охуенно. Сколько же русских детей убили. <…> Всё во имя Чечни!
По словам Хованского, впервые песня про Норд-Ост была исполнена в 2012 году на стриме у видеоблогера Андрея Нифёдова. Он и Андрей Нифёдов ранее утверждали, что в 2014 году их уже «вызывали в Центр „Э“ на профилактическую беседу». 3 июля 2020 года на YouTube-канале, насчитывающем 7 подписчиков, появилось видео «Хованский про Норд-Ост», — фрагмент стрима Нифёдова, на котором Хованский поёт песню про Норд-Ост. Именно на этот видеоролик обратил внимание Центр «Э» МВД.
21 февраля 2021 года фрагменты песни Хованского у себя на стриме показал видеоблогер Стас «Ай, Как Просто!», с которым у него незадолго до этого случился конфликт. Позже этот же фрагмент выложил у себя в телеграм-канале создатель признанного экстремистским движения «Мужское государство» Владислав Поздняков, призвав подписчиков жаловаться в МВД на оправдание терроризма в песне Хованского. 23 февраля, спустя два дня после стрима Стаса «Ай, Как Просто!», Хованский заявил, что ему стыдно за эту песню.
В интервью проекту «Редакция» девушка Хованского Мария Нелюбова рассказала, что он спел эту песню чтобы высмеять националистов: «Юра такой человек, он за равноправие, он против дискриминации. Он спел как бы от имени этих террористов эту песню, чтобы показать вот этим националистам, как они выглядят со стороны». В том же интервью, журналистка издания «Холод» сообщила, что среди зрителей прямой трансляции был неонацист Максим Марцинкевич, который заказал песню, оскорбительную для кавказцев.

### Следствие и обвинение
9 июня 2021 года вечером Хованский был задержан в собственной квартире. В сети было опубликовано видео задержания блогера при силовой поддержке СОБР, вскоре после этого телеграм-каналы распространили фото квартиры Хованского, на которых были запечатлены последствия обыска, предположительно сделанные оперативниками. Публикация фото вызвала отдельный резонанс, связанный как с насмешками над «образом жизни блогера», так и с обсуждением практики «слива» должностными лицами оперативных кадров, не предназначенных для широкого распространения. В этот же день СК опубликовал видео, в котором задержанный Хованский «раскаивается и признаёт вину».
10 июня по ходатайству следствия, поддержанному судом, Хованский был арестован и заключён в СИЗО № 1 «Кресты» до 8 августа. Арест неоднократно продлевался, следствие мотивировало необходимость этого тем, что Хованский, имея заграничный паспорт, мог скрыться от следствия и правосудия, а также удалить следы вменяемого преступления и надавить на свидетелей.
Следственный комитет утверждал, что Юрий Хованский «не позднее 3 июля 2020 года, находясь в квартире одного из домов по улице Пушкинской города Санкт-Петербурга», в интернете исполнил песню «с целью формирования идеологии терроризма, убеждённости в её привлекательности». Эксперты СК нашли в песне признаки публичных призывов к терроризму и его оправдания.
Основной свидетель обвинения — видеоблогер Андрей Нифёдов, которого задерживали в июне 2021 года, чуть раньше Хованского. На допросах он настаивал, что песня про Норд-Ост была исполнена Хованским именно в 2018 году во время стрима, на котором присутствовали другие видеоблогеры: Стас «Ай, Как Просто!» и Дмитрий Ларин. Последние отрицали сам факт проведения такого стрима. Нифёдов менял свои показания: на допросе 6 сентября он назвал «абсолютной неправдой» утверждения, что песня исполнялась в 2012 году, а на более раннем допросе он заявил, что слышал песню на одном из стримов ещё в 2013 году. Между тем, на своих стримах Нифёдов неоднократно намекал, что его вынудили подписаться под ложными показаниями.
6 августа 2021 года Куйбышевский районный суд Санкт-Петербурга продлил арест блогера Юрия Хованского до 8 сентября. Впоследствии арест неоднократно продлевался — 7 сентября до 8 октября, 6 октября до 8 ноября, 3 ноября до 8 января 2022 года. Последний раз до 8 января 2022 года.
21 декабря Хованский обратился в ЕСПЧ с жалобой на свой арест.
26 декабря следствие попросило суд отпустить Юрия Хованского из СИЗО. В ходатайстве следователя говорилось о замене ареста на «запрет определённых действий». 29 декабря Куйбышевский районный суд Санкт-Петербурга удовлетворил просьбу следователей, запретив Хованскому пользоваться интернетом, общаться с прессой, выходить из дома с 22:00 до 10:00 и посещать любые культурно-массовые мероприятия. Отмечалось, что запрет на определённые действия должен был действовать до 8 января.
30 декабря Куйбышевский районный суд Санкт-Петербурга продлил меру пресечения в виде запрета определённых действий до 8 февраля 2022 года.
7 февраля 2022 года Куйбышевский районный суд Санкт-Петербурга продлил меру пресечения в виде запрета определённых действий до 8 апреля 2022 года.
6 апреля Куйбышевский районный суд Санкт-Петербурга продлил меру пресечения в виде запрета определённых действий до 8 мая 2022 года, но разрешил Хованскому пользоваться интернетом.

### Одинаковые показания свидетелей
Согласно материалам дела, после нескольких месяцев исследования сотрудники Следственного комитета допросили троих петербуржцев в качестве свидетелей. Согласно РБК, все три протокола допроса наполовину состояли из одинаковых фраз и абзацев. В начале допроса все три свидетеля сообщали: «Я являюсь активным пользователем интернета. Также я просматриваю видеоролики на YouTube», песню называли «отвратительной» или «омерзительной» и описывали её одинаковым абзацем. Каждый из допрошенных столкнулся с человеком, слушающим песню Хованского на смартфоне, каждый из допрошенных поинтересовался у него, «что он смотрит, кто этот певец и почему он позволяет себе петь такое». В каждом случае собеседник отвечал, что «находится на онлайн-конференции в Skype — по сути, на прямой трансляции, а молодой человек — Юрий Хованский, популярный блогер на YouTube».
| Одинаковые абзацы в протоколах допроса свидетелей | Одинаковые абзацы в протоколах допроса свидетелей |
| --- | --- |
| Текст в начале допроса: «Я являюсь активным пользователем интернета. Также я просматриваю видеоролики на YouTube» | Двое из свидетелей сообщили, что наткнулись «на два видеоролика, где были изображены фото Хованского Ю. М., а на фоне воспроизводилась та самая песня, которую я слышал из телефона незнакомого мужчины в баре летом 2018 года».                                                                                        |
| «Содержание песни было направлено на восхваление терроризма и террористических актов. Я помню, что в песне были строки про террористический акт в театре „Норд-Ост“ с нецензурным восхищением данной трагедией. Также помню, что в песне были строки про убийства детей и спонсирование новых терактов».            | «На данных видеозаписях было уже порядка 10 тысяч просмотров. Я был возмущён тем, что эта ужасная песня была опубликована на YouTube в открытом доступе. Мог предположить, что Юрий Хованский решил снова заработать популярность своими оправданиями террористических актов и оправдыванием деятельности террористов». |
| Каждый из допрошенных поинтересовался у человека со смартфоном «что он смотрит, кто этот певец и почему он позволяет себе петь такое». Каждый раз человек отвечал, что «находится на онлайн-конференции в Skype — по сути, на прямой трансляции, а молодой человек — Юрий Хованский, популярный блогер на YouTube». | «После этого мне стало интересно, кто этот Хованский и почему он себе позволяет такое. В интернете я узнал, что это блогер с большой аудиторией на YouTube, строящий свою популярность на громких и скандальных выходках».                                                                                              |

### Давление от следователей
29 ноября 2021 года Хованский написал открытое письмо из СИЗО. В нём он рассказал, что ему предлагали сделку со следствием, а когда он отказался — пригрозили реальным сроком и проблемами у его девушки. По словам Хованского, оперативники угрожали подкинуть ей наркотики. Затем Хованский написал ещё одно письмо, в котором назвал происходящее с ним расправой в духе «37-го года».

### Прекращение дела
20 июля 2022 года 2-й Западный окружной военный суд прекратил уголовное преследование в отношении Юрия Хованского в связи с истечением срока давности.
9 сентября 2022 года Хованский был исключён из списка террористов и экстремистов.

## Реакция
Задержание Юрия Хованского вызвало широкий резонанс в социальных сетях. Ряд российских блогеров, политиков и общественных деятелей высказались в поддержку Хованского.
Рэпер Oxxxymiron, видеоблогер Илья Мэддисон и ведущий шоу Versus Battle Ресторатор приезжали к Куйбышевскому суду, чтобы поддержать Хованского.
В начале сентября был проведён «Вечер стихов Юрия Хованского», на котором рэпер Слава КПСС, видеоблогеры Дмитрий Ларин, Руслан Тушенцов и Николай Соболев читали песни Хованского в стихотворной форме. Также многие другие блогеры выступили за освобождение Хованского.
Более 20 видеоблогеров и рэперов записали видеообращение в поддержку Юрия Хованского. В записи ролика приняли участие Николай Соболев, Руслан Усачев, Эльдар Джарахов, Слава КПСС, Руслан Соколовский, Илья Мэддисон, Дмитрий Ларин, Nemagia, Лиззка и другие. В обращении утверждается, что песня про Норд-Ост была исполнена в 2012 году на стриме, который смотрели несколько человек, а той части статьи об оправдании терроризма, которую ему вменяют, на тот момент не существовало, а по той, которая была — истёк срок давности. Также участники обращения попросили подписать петицию с требованием прекратить уголовное преследование Хованского.

Вы можете быть его [Юрия Хованского] преданным фанатом или искренне ненавидеть его творчество — это неважно. Ведь искреннее сострадание, гуманизм и отношение к закону проявляется именно тогда, когда речь идёт о людях нам лично неприятных. Нельзя держать человека полгода без предъявления каких-либо обвинений. Нельзя наказывать человека за песню, спетую в 2012 году, по законам 2018 года. И, конечно, нельзя оказывать на человека давление, чтобы склонить его на сделку со следствием. Мы просим освободить Юрия Хованского, который прямо сейчас тихо умирает в СИЗО, теряя остатки надежды на освобождение и возвращение к своей семье.
Российский политик Михаил Светов проводил стримы в поддержку Юрия Хованского. На стримах присутствовали Мария Мотузная, Андрей Нифёдов, стример Убермаргинал, Стас «Ай, Как Просто!», девушка Хованского Мария Нелюбова и Илья Мэддисон.
Депутат Государственной думы от ЛДПР Василий Власов, помощником которого был Хованский, связал задержание с атакой на ЛДПР перед выборами.
Одиночный пикет в защиту Хованского прошёл в Петербурге, Москве.